# 波梅勒角
波梅勒角（英語：Paumelle Point）是南極洲的海岬，處於利布瓦灣入口處南部，屬於威廉群島的一部分，由法國探險隊繪入地圖，現時由南極條約體系管理。